# Javier Iturriaga
Javier Iturriaga est un footballeur mexicain né le 3 novembre 1983 à Mexico.